# Edsgatan och Långenäs
Edsgatan och Långenäs var mellan 2015 och 2020 en av SCB definierad och namnsatt tätort i Karlstads kommun, Värmlands län. Den omfattade bebyggelse i de tre grannbyarna Höja, Björby och Gräsås i Alsters distrikt (Alsters socken) samt byn Edsgatan i Norrstrands distrikt, alla belägna väster om sjön Alstern. Detta området var före 2015 en småort namnsatt till Edsgatan, Höja, Björby och Gräsås. Från 2015 ingår även byarna Steffensminne och Långenäs söder om sjön i tätorten. Vid avgränsningen 2020 klassades bebyggelsen som en del av tätorten Karlstad.

## Befolkningsutveckling

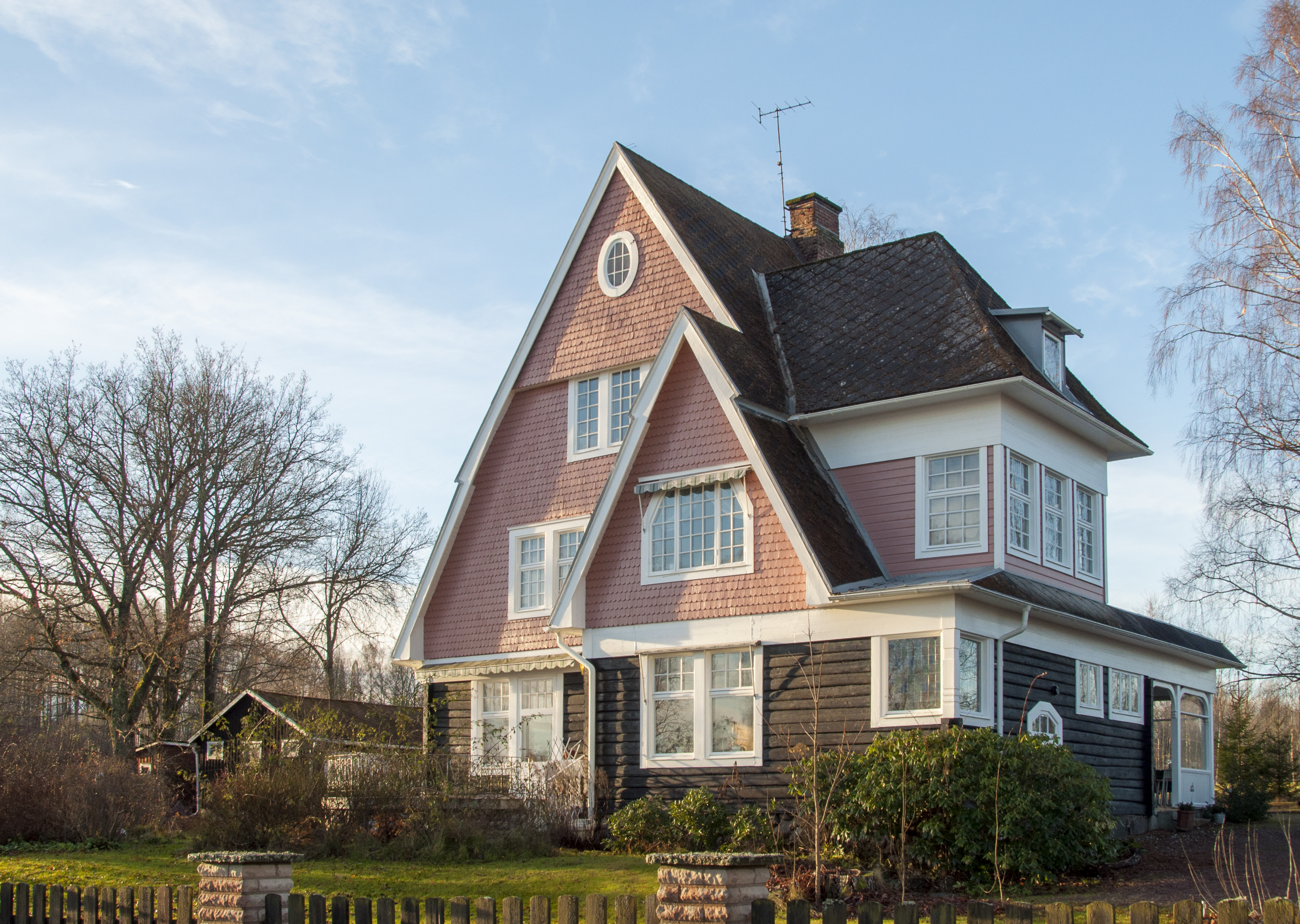
Villa Altona vid Edsgatan

| Befolkningsutvecklingen i Edsgatan och Långenäs 2015–2015 | Befolkningsutvecklingen i Edsgatan och Långenäs 2015–2015 | Befolkningsutvecklingen i Edsgatan och Långenäs 2015–2015 | Befolkningsutvecklingen i Edsgatan och Långenäs 2015–2015 | Befolkningsutvecklingen i Edsgatan och Långenäs 2015–2015 |
| --- | --------------------------------------------------------- | --------------------------------------------------------- | --------------------------------------------------------- | --------------------------------------------------------- |
| |                                                           |                                                           |                                                           |                                                           |
| År |                                                           |                                                           | Folkmängd                                                 | Areal (ha)                                                |
| 2015 | 2015                                                      |                                                           | 346                                                       | 105                                                       |
| Anm.: Ny tätort 2015, var före det en småort (Edsgatan, Höja, Björby och Gräsås) som 2010 hade 171 invånare på 40 hektar. Införlivade 2015 Steffensminne som utbröts 2023 |                                                           |                                                           |                                                           |                                                           |